# 龙头山镇 (围场县)
龙头山镇是中华人民共和国河北省承德市围场满族蒙古族自治县下辖的一个行政建制镇。

## 行政区划
龙头山乡下辖以下地区：
龙头山村、头板村、二板村、大字村、克字村、小锥子山村、多上村和多下村。